# Panta bhat

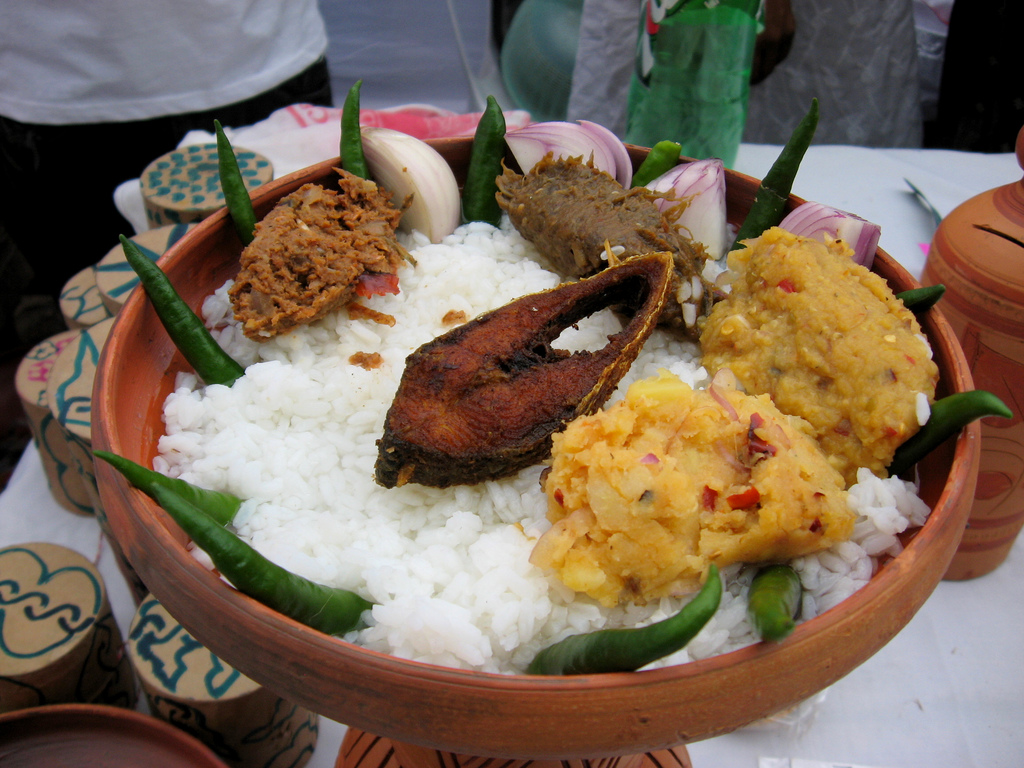
Panta ilish, una bandeja tradicional de panta bhat con rodaja de hilsa frita acompañado de pescado seco (shutki), encurtidos (achar), dal, chiles verdes y cebolla. Se sirve popularmente por Pohela Boishakh.

El panta bhat (bengalí: পান্তা ভাত; panta significa ‘remojado en agua’ y bhat ‘arroz hervido’) es un plato a base de arroz ligeramente fermentado consumido en Bangladés y Bengala Occidental. Se elabora con arroz de sobras remojado en agua para evitar que se eche a perder, y suele servirse con sal, cebolla y pimiento chile.
Es especialmente popular en las zonas rurales servido como desayuno. Un plato parecido consumido en los estados indios de Orissa y Chattisgarh se llama pakhal, pokhalo o pakhal bhat. En Assam, donde a veces se llama poitabhat, ofrecer dudh panta (leche con arroz pasado remojado) es parte del ritual del matrimonio.
Entre los bengalíes, se consume durante el Ranna-Puja. En Bangladés, es parte del Pohela Boishakh (fiesta del año nuevo). En ese día se toma para desayunar en las ciudades. El panta bhat también se sirve en restaurantes de categoría, como The Stadel, en Bangladés y Bengala Occidental.

## Composición
Según un estudio (Henry et al.), el panta bhat suele estar contaminado, conteniendo casi el 90% de las muestras conteniendo coliformes fecales con un conteo medio de 3,9 log ufc/ml. El contaminación era mayor en la temporada de lluvias. El número de coliformes fecales de decuplicaba cuando había un retraso de más de 4 horas entre la preparación y el consumo; el 90% de las muestras se comían más de 12 horas después de la preparación. Es casos de diarrea este arroz pasado no debe servirse al enfermo. Según otro estudio (ILSI 1998), la fermentación aumenta la biodisponibilidad de minerales como el hierro y el zinc como resultado de la hidrólisis de ácido fítico, e incrementa el contenido de riboflavina y vitamina B. El panta bhat contiene una pequeña cantidad de alcohol como resultado de la fermentación. Cuando las condiciones de preparación del panta bhat (mantener el arroz en remojo toda la noche) se simulaban en el laboratorio, se hallaba que el arroz estaba inoculado con veratridine, un alcaloide derivado de esteroide.

## Receta
Hay muchas variantes del plato, pero una común se hace dejando en remojo arroz cocinado toda la noche. Debe tenerse cuidado de tapar el plato para evitar su contaminación. Por la mañana, el arroz suele comerse con sal, lima y pimiento chile. Otros curris o platos de pescado también pueden comerse junto con panta bhat. También se come a menudo cuajada con el plato. El pokhalo difiere a menudo del panta bhat en que los condimentos y yogur se añaden a veces antes de la fermentación. Este plato frío y húmedo resulta adecuado para la mañanas de verano, pero en invierno se prefieren comidas secas, como chira (arroz aplanado) y muri (arroz inflado).